# Руссов, Валериан Фридрихович
Валериа́н Фри́дрихович Ру́ссов (1842—1879) — зоолог, исследователь орнитологии Туркестана.

## Биография
Родился 18 (30) апреля 1842 года в Ревеле; сын офицера Карла Фридриха Руссова и брат Эдмунда Августа Фридриха Руссова.
Учился в Ревельской гимназии, но по слабости здоровья не окончил её. Покинув гимназию, сначала посвятил себя сельскому хозяйству. Но вскоре занялся изучением жизни и систематики птиц. С ранних лет у него была страсть к коллекционированию и замечательная способность к таксидермии, и 26 ноября 1862 года он занял должность хранителя Зоологического кабинета Дерптского университета, в которой служил в течение 12 лет — до 1874 года. В продолжение своей службы он постоянно производил экскурсии в окрестностях Дерпта и, по поручению Дерптского общества естествоиспытателей, в 1870, 1873 и 1874 годах, — в Рижской, Митавской и Ревельской губерниях. Кроме этого, с апреля по октябрь 1871 года, он сопровождал профессора Дерптского университета по кафедре сельского хозяйства Петцольда в поездке по Туркестану. 
В 1874 году он оставил Дерпт и поступил учёным хранителем отделов млекопитающих и птиц в Зоологическом музее Академии наук. Здесь он начал свою деятельность с просмотра большого количества накопившихся шкурок, прежде всего — певчих птиц, выделил все экзотические виды, рассортировал по родам и видам формы, принадлежащие вообще русской и палеарктической фауне. Далее, все шкурки плавающих птиц были таким же образом систематически распределены, снабжены этикетками и переложены в ящики. Одновременно, он заведовал технической лабораторией музея и принимал личное участие в создании чучел птиц. Кроме этого, он собрал все имевшиеся в музее гнезда и яйца, добавил собранные им самим в Ревеле и его окрестностях, а также чрезвычайно богатый и интересный зоологический материал из своего Туркестанского путешествия. Орнитологические коллекции из Туркестана были особенно богаты, не только по числу видов, но и по количеству экземпляров — не менее 1500. Коллекция рыб из Туркестана была также значительной по числу видов и экземпляров. 
В январе 1878 года Академия наук командировала его на один год в составе экспедиции А. Ф. Миддендорфа снова в Туркестан, в Ферганскую долину. В декабре 1878 года выехал из Самарканда и умер по дороге в Санкт-Петербург.